# Hans Hendrikse
Hans Hendrikse (Rotterdam, 30 augustus 1954) is een voormalig Nederlands voetballer die uitkwam als centrale middenvelder. Hij speelde voor Sparta Rotterdam.
In het seizoen 1972/73 kwam Hendrikse in het tweede elftal van Sparta Rotterdam terecht nadat hij de jeugdopleiding van de Rotterdamse club had doorlopen. Vanaf zijn eerste seizoen op Het Kasteel was hij een vaste basisspeler van het tweede elftal. Die rol behield hij twee seizoenen. In die jaren had hij één invalbeurt in het eerste elftal (MVV uit), waarin hij de 5e treffer scoorde (einduitslag 1-5).
Door knieproblemen was Hendrikse genoodzaakt om in de zomer van 1974 een punt te zetten achter zijn carrière.